# Gesta Hammaburgensis ecclesiae pontificum
Gesta Hammaburgensis ecclesiae pontificum ("De Hamburgske ærkebiskoppers gerninger") eller Adam af Bremens krønike er en afhandling skrevet mellem 1073 og 1076 af Adam af Bremen, som lavede tilføjelser (scholia) til sin død (muligvis 1081; før 1085).
Den er en af de vigtigste kilder til middelalderhistorie i Nordeuropa og en af de ældste kilder, der rapporterer om opdagelsen af kysten på Nordamerika.
Den dækker hele den periode, som i Skandinavien kendes som vikingetiden, fra grundlæggelsen af bispesædet under Willehad i 788 til prinsebiskoppen Adalbert i Adams egen levetid (1043–1072).
Teksten fokuserer på Hamborg-Bremen og listen over adminstratorer, ærkebiskopper, biskopper og prinsebiskopper af Bremen. Da biskopperne havde ansvar for missioneringen i Skandinavien fortæller den også om nordisk religion.
Værkets eksistens var glemt i den senere middelalder og blev først genopdaget i 1500-tallet på biblioteket i Sorø Kloster.

## Indhold
Værket består af følgende dele:
- en introduktion, adresseret til biskop Liemar
- Bog 1: Ærkebiskoppen af Bremen (efter 845) og Hamburg-Bremens (788-940) historie
- Bog 2: Ærkebiskoppen af Hamburg-Bremen (940–1045)
- Bog 3: Ærkebiskop Adalbert af Bremens (r. 1043–1072) biografi
- Bog 4: Descriptio insularum aquilonis: Geografisk beskrivelse af Nordeuropa
- M. Adami epilogus ad Liemarum episcopum: en dedikation til biskop Liemar i heksameter.

Teksten er en af de vigtigste kilder til nordtysk og skandinavisk historie og geografi i vikingtiden og i begyndelsen af højmiddelalderen. Den dækker relationer mellem saksere, vendere og danere. Den tredje bog fokuserer på ærkebiskop Adalbert af Bremen.
Adam baserede sit arbejde på Einhard, Cassiodorus og andre tidligere historikere, og konsulterede biblioteket i Bremens kirke. Teksten blev præsenteret for biskop Liemar ved færdiggørelsen i 1075/1076.
Den historiske kontekst er Bremens position som en stor handelsby og centrum for skibstrafik. Efter biskop Leuderichs død (845) blev stiftet givet til Ansgar, og det mistede sin selvstændighed, idet det permanent overgik til ærkebispedømmet i Hamburg.
Ærkebispedømmet Bremen blev udpeget til at "missionere i Norden" og havde ansvar for al missionering i Skandinavien og hele området, hvor vikingerne havde ekspanderet i nord (Rusland, Island og Grønland) i løbet af vikingetiden indtil ærkebiskoppena f Hamburg-BRemen havde uoverensstemmelser med paven og ærkebispesædet for Norden blev oprettet i Lund i 1105.
Adam er også en vigtig kilde til vikingetidens religion med praktisering af menneskeofring:
Beskrivelsen af templet i Uppsala er en af de mest berømte uddrag fra Gesta:
"I dette tempel, fuldstændigt dækket af guld, tilbeder disse mennesker statuerne af tre guder, således at den mægtigste af dem, Thor sidder i tronen i midten af rummet; Wotan og Freja har pladser på hver side. (...) Thor, siger de, hersker over luften, som regulerer lyn og torden, vind og regn, godt vejr [og] afgrøder. Den anden, Wotan - dette er den rasende [Wodan, id est furor] - styrer krig og giver til mennesker styrke mod deres fjender. Den tredje er Freja, der skænker fred og glæde il dødelige. Hans lignelse viser de som en enorm fallos."
Den fjerde bog beskriver geografien i Skandinavien og Baltikum. Den nævner adskillige bispesæder og kirker som Meldorf, Schenefeld, Verden, Pahlen, Ratzeburg, Mecklenburg, Oldenburg in Holstein og Jumne.
Efter dette gives en beskrivelse af Skandinaviens kyst og de "nordlige øer" med Island, Grønland og navnlig (i kapitel 38) Vinland (Nordamerika), og er den ældst bevarede skriftlige kilde om den norrøne opdagelse af Nordamerika. Adam af Bremen havde besøgt Svend Estridsens hof, hvor han blev informeret om vikingernes opdagelser i Nordatlanten.
Derudover nævnes også et Terra feminarum ("land af kvinder"), et sted i Fennoskandinavien, muligvis en fejloversættelse af navnet Kvenland.

## External links
- Royal Library Copenhagen, Fragment NKS 1463 2°
- National Library Vienna, cod. 521 (Webside ikke længere tilgængelig)  (direct link to digital images)
- Adam af Bremen (c. 1076). Gesta Hammaburgensis ecclesiae pontificum. Arkiveret fra originalen 7. februar 2005. Hentet 19. august 2015.